# Автошлях E641

Європейський шлях Е 641 є другорядною дорогою E в Австрії та Німеччині.
Вона починається у Верглі, Австрія, де з'єднується з європейським маршрутом E 45 і Е 60 (австрійський автобан А12).
- В Австрії вона проходить через Санкт-Йоганн-ін-Тіроль і Лофер як федеральна траса B178
- У Німеччині вона проходить через Бад-Райхенгалль як федеральна траса B 21

Потім маршрут знову входить в Австрію, закінчуючись у Зальцбурзі, де він сполучається з E 52, Е 55 і Е 60.
Європейський шлях Е 641 дорівнює 105 км завдовжки, приблизно 35 км лежить у Німеччині та 70 в Австрії.

## Маршрут
- Австрія
  - E45, E60 Вергль
  - Санкт-Йоганн-ін-Тіроль
  - Лофер
- Німеччина
  - Бад-Райхенгалль
- Австрія
  - E55, E60, E52 Зальцбург